# Lady Chatterley (1993)
Lady Chatterley ist eine englischsprachige Miniserie aus dem Jahr 1993 des Regisseurs Ken Russel nach dem Roman Lady Chatterleys Lover von D.H. Lawrence. 1997 wurde sie vom ZDF synchronisiert und auf eine 111-minütige Spielfilmfassung gekürzt. Besonders die ausgedehnten Liebesszenen sind gekürzt worden. Die Hauptrollen spielen Joely Richardson und Sean Bean.

## Handlung
Lady Constance Chatterley zieht mit ihrem Ehemann Sir Clifford Chatterley auf sein Familienanwesen in England. Sir Clifford wurde in den letzten Tagen des Ersten Weltkriegs verwundet und ist seitdem querschnittsgelähmt. Anfangs kümmert sich Constance noch geduldig um ihren Ehemann und leugnet, dass sie irgendetwas vermisse. Sie opfert sich allerdings zusehends mit seiner Pflege auf und bricht schließlich zusammen. Infolgedessen und aufgrund des energischen Einschreitens von Constance' Schwester Hilda willigt Clifford schließlich ein, eine Pflegerin für ihn einzustellen. Die ältere Mrs. Bolton übernimmt diesen Posten und Clifford genießt es zusehends, von ihr massiert zu werden oder sich mit Schach und anderen Spielen die Zeit zu vertreiben. Klavierspiel und Lesen werden als weitere wichtige Hobbys von Clifford eingeführt. Dass Clifford komplett zeugungsunfähig ist, negiert der Film, da Mrs. Bolton darüber spricht, dass er noch eine Erektion haben kann, wenn sie ihn z. B. wäscht. Die Zeugung eines Erben ist entsprechend dieses Umstandes nicht ausgeschlossen.
Schon früh im Film wird allerdings von Seiten Sir Chatterleys der Vorschlag gemacht, dass seine Frau sich einen Liebhaber nehmen könne, um einen Erben für das Anwesen zu sichern. Im späteren Verlauf des Films macht er deutlich, dass er davon ausgeht, dass es allerdings ein Kind von standesgemäßer Herkunft sein muss. Seine Abneigung gegen die Arbeiterklasse wird offensichtlich, auch als er einen Streik der Bergwerksarbeiter brechen will.
Lady Chatterley fühlt sich zunehmend einsam und unglücklich in ihrer Ehe und sehnt sich nach Liebe und Leidenschaft. Möglichkeiten dazu in ihren Kreisen hat sie bisher ausgeschlagen. Bei ihren Spaziergängen im Wald trifft sie auf den Wildhüter Mellors. Sie verbringt anfangs nur Zeit an der Hütte, um die Natur zu genießen und ihm beim körperlichen Arbeiten zuzusehen. Schließlich beginnen sie eine heimliche Affäre. Anfangs beklagt Lady Chatterley noch, dass sie für ihn keine Liebe empfindet und darunter leidet. Dies ändert sich jedoch im Laufe des Films. Die beiden verlieben sich ineinander und erleben eine intensive sexuelle und emotionale Beziehung. Sir Clifford wird zunehmend misstrauischer und fragt, ob sich Constance von ihm scheiden lassen würde, wenn sie sich in jemand anderen verlieben würde. Sie fragt ihn, was das soll und ob er zustimmen würde, würde sie ihn darum bitten. Er verneint. Schließlich fährt Constance zusammen mit ihrer Schwester Hilda in den Urlaub. Der ursprüngliche Plan war, dort eine Affäre zu haben und sich schwängern zu lassen. Lady Chatterley ist allerdings bereits schwanger von Mellors. Sie informiert ihren Mann über ihre Schwangerschaft, was er zunächst positiv aufnimmt, da er davon ausgeht, dass es ein adliger Freund sein muss, der Constance seit Jahren vergöttert. Dieser willigt auch zunächst auch ein, bei der Posse mitzuspielen.
Parallel lässt sich Mellors von seiner Frau scheiden. Diese kommt während des Urlaubs von Lady Chatterley zu ihm, und erzählt, Lady Chatterley habe eine Affäre mit ihrem Mann, was in der Stadt und unter den Bediensteten die Runde macht. Schließlich gesteht Lady Chatterley ihrem Mann, von wem das Kind tatsächlich ist. Sie fragt ihn, ob er in die Scheidung einwilligt, was er wiederum verneint. Constance Chatterley entschließt sich, bei Mellors zu bleiben, da sie nicht möchte, dass ihr Kind von einem derart kaltem Mann wie ihrem Ehemann erzogen wird. Bei ihrer Abreise übergibt ihr Mrs. Bolton noch einen Brief – er ist von Mellors, in dem er mitteilt, dass er geschieden ist und wie geplant nun zu seinem Bruder nach Kanada zieht. Der Grund für seine Abreise ohne Constance war, dass er der Überzeugung war, dass sie nicht zusammen sein können, weil er ihr nichts bieten kann. Constance wird von ihrer Schwester im Auto abgeholt und fährt zum von Mellors angegebenen Hafen, ohne zu wissen, ob sie das Schiff noch rechtzeitig erreichen.
Anschließend wird Mellors gezeigt, wie er an der Reling steht und mit dem Kapitän spricht. Schließlich wird eine Durchsage gemacht, dass sich John Thomas auf dem Deck der 1. Klasse einfinden soll – Lady Jane erwarte ihn da. Dies sind die Spitznamen, die sich beide in der Hütte gegeben haben. Es ist auch der Titel der 2., entschärften Fassung von D.H. Lawrence’ Roman Lady Chatterleys Lover. Constance wartet auf Deck auf Mellors und beide sind glücklich über ihre gemeinsame Zukunft.

## Abweichungen zum Buch
- Der Film lässt einige Nebenfiguren aus dem Roman weg, wie z. B. die Schwester von Clifford, Emma, oder den Schriftsteller Michaelis, mit dem Connie eine kurze Affäre hat.
- Der Film ändert einige Details über die Herkunft und den Charakter von Mellors, wie z. B. seine frühere Ehe mit einer polnischen Frau oder seine Abneigung gegenüber der englischen Sprache.
- Der Film verkürzt die Zeitspanne der Handlung und lässt einige Ereignisse aus, wie z. B. die Reise von Connie und ihrer Schwester Hilda nach Venedig oder die Geburt des Kindes von Connie und Mellors.
- Der Film endet mit einer optimistischeren Note als der Roman, indem er andeutet, dass Connie und Mellors eine gemeinsame Zukunft haben werden.

## Kritiken
„Der provokante, britische Filmemacher Ken Russell (‚Tommy‘, ‚China Blue‘) nahm sich 1993 für die BBC des berühmten Liebesdramas von D. H. Lawrence an und inszenierte es relativ freizügig mit Joely Richardson als Dame von Adel und Sean Bean als einfachem Mann, die einander verfallen. Das üppige, historische Drama, das in Spiel und Ausstattung manchmal bewusst ein bisschen dicker aufträgt als üblich, wird vom schönen, klassischen Score von Jean-Claude Petit, der für seine Musik zu ‚Cyrano de Bergerac‘ ausgezeichnet wurde, unterlegt.“

Laut Cinefacts.de ist der Film eine „anrührende und sensibel poetische Interpretation“ des Skandalromans.
Laut Moviepilot.de haben die Nutzer den Film im Schnitt mit 4,9/10 bewertet.
Laut IMDb hat der Film eine Bewertung von 6,4/10 basierend auf 1.507 Stimmen.